# Janela de Overton

Ilustração da Janela de Overton, com os graus de aceitação de Treviño.

A janela de Overton, também conhecida como janela do discurso, descreve a gama de ideias toleradas no discurso público. O termo é derivado de seu criador, Joseph P. Overton, ex-vice-presidente do Centro de Políticas Públicas de Mackinac, no Michigan, Estados Unidos, que, em sua descrição da janela, afirmou que a viabilidade política de uma ideia depende principalmente de ela cair dentro da janela, ao invés das preferências individuais dos políticos. De acordo com a descrição de Overton sua janela inclui uma gama de políticas consideradas politicamente aceitáveis no clima atual da opinião pública, que um político pode recomendar sem ser considerado excessivamente extremo para obter ou manter cargos públicos.
O conceito demonstra, por exemplo, quais tipos de posições são consideradas aceitáveis para determinada sociedade naquele momento. Nesse cenário, se uma figura pública deseja ser benquista pela população (ou pela grande maioria dela) então suas opiniões devem variar apenas dentro dessa janela. Extrapolá-la pode significar rejeição.